# Caritas

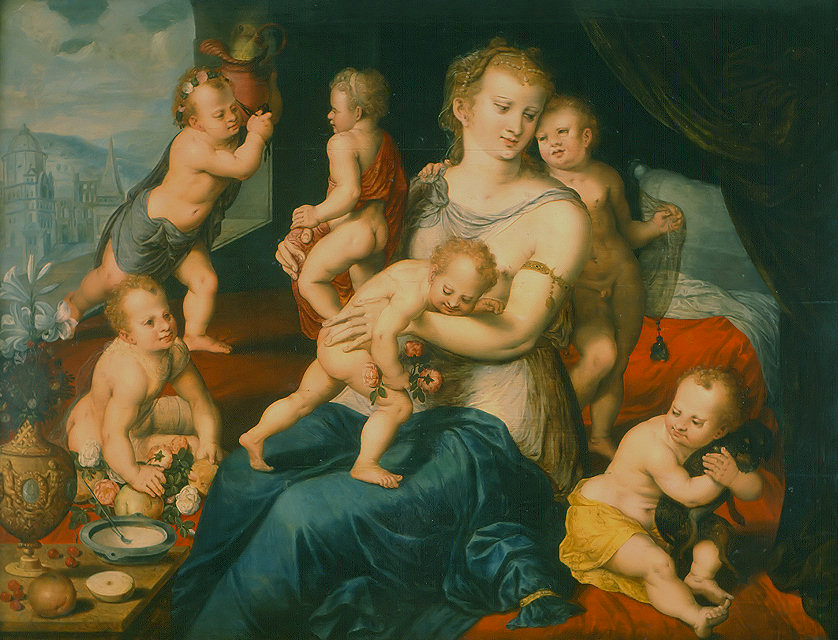
Frans Floris: Caritas

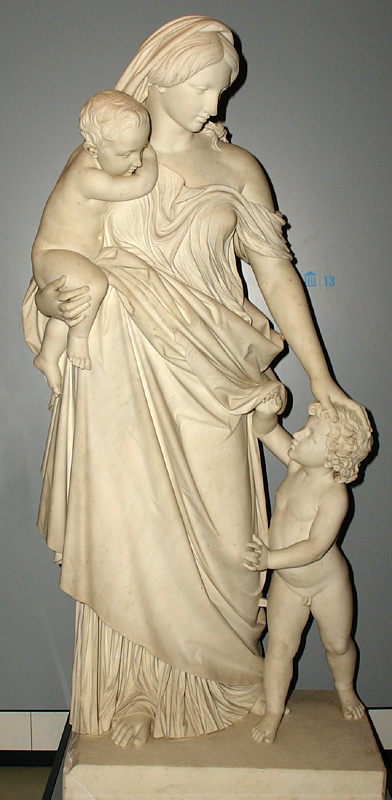
Carl Steinhäuser: „Caritas“, 1859, (Focke-Museum) Bremen

Caritas (lateinisch für „Hochachtung, hingebende Liebe, uneigennütziges Wohlwollen“, ursprünglich „hoher Preis, Wert, Teuerung“) oder verdeutscht Karitas (französisch charité) ist im Christentum die Bezeichnung für die tätige Nächstenliebe und Wohltätigkeit. Die wertschätzende, helfende Liebe gilt seit den Anfängen des Christentums als christliche Tugend. Die Caritas ist eine Haltung, die sich im kirchlichen Grundauftrag der Diakonie konkretisiert.

## Haltungen und Tätigkeiten
Im weiteren Sinne versteht man daher unter Karitas bzw. Caritas auch die konkrete helfende Tätigkeit, die von den Haltungen der Barmherzigkeit, Geduld und Wohltätigkeit getragen wird. Die Tätigkeitsbereiche sind insbesondere Kranken- und Altenpflege, Hilfe für Familien in Not, das Besuchen von Gefangenen und Solidarität mit Ausgestoßenen.

## Geschichte
In der frühen Kirche waren die Diakone die Träger des Dienstes der Karitas. Diese Fürsorge für Kranke und Hilfebedürftige durch die Christen faszinierte deren Nachbarn und trug zur schnellen Ausbreitung des Christentums im Römischen Reich bei. Aufgrund der Praxis der Karitas waren in den folgenden Jahrhunderten viele Herrscher, die selbst nicht zu Christen wurden, bereit, christliche Missionare zumindest zu dulden, manchmal unterstützten sie deren Tätigkeit sogar.
Vor allem im 19. Jahrhundert entstanden immer neue Ordensgemeinschaften, deren Apostolat durch ihren karitativen Dienst bestimmt war, sowie zahlreiche karitative Organisationen und Vereine.

## Karitative Organisationen
Karitative Organisationen sind meist kirchliche Hilfswerke, die sich um humanitäre Hilfe und soziale Anliegen, Spitäler, Altenheime, Pflegeheime, Waisenhäuser, Schulen, Katastrophen- und Entwicklungshilfe sorgen. Einige Beispiele sind: Caritas-Verbände, Diakonisches Werk, Malteser Hilfsdienst, Johanniter, Heilsarmee und die nicht konfessionsgebundenen Organisationen Rotes Kreuz, Arbeiterwohlfahrt, Volkssolidarität und Paritätischer Wohlfahrtsverband.
Karitative Ordensgemeinschaften sind solche, die sich besonders der Caritas widmen, im Gegensatz zu den eher beschaulichen oder seelsorglichen Orden. Beispiele sind die Barmherzigen Brüder, Barmherzigen Schwestern und die Missionarinnen der Nächstenliebe.
Nicht nur in der christlichen Diakonie, sondern auch im Islam ist das karitative Gedankengut verankert.

## Trivia
- Die französische Schreibweise Charité (Barmherzigkeit) ist gleichzeitig der Name eines der größten Berliner Krankenhäuser, der Universitätsklinik Charité.

- In Herman Melvilles Moby-Dick heißt die Schwester des Kapitäns Bildad Charity (englisch für Caritas). Tante Charity wird hier als „[…] immer bereit, sich mit Herz und Hand für alles einzusetzen, was im geringsten zur Sicherheit, Behaglichkeit und Gemütsruhe aller an Bord des Schiffes beizutragen verhieß […]“ beschrieben.